# Sucre résiduel
Le sucre résiduel (généralement utilisé au pluriel : sucres résiduels) est la quantité de sucre restant dans le vin ou toute autre boisson alcoolisée après la fermentation alcoolique.

## Mesure
La concentration en sucres résiduels se mesure en grammes par litre (g/l).
Peuvent être quantifiés : les sucres fermentescibles (glucose, fructose) que les levures n'ont pas consommés, et les sucres non-fermentescibles (xylose, arabinose) présents en faibles quantités.

## Maladie du vin
La refermentation des sucres résiduels est une maladie aérobique du vin. Les levures responsables de cette refermentation sont généralement les Ludwigii Bailli, plus résistantes à l'alcool déjà issu de la fermentation par les autres souches de levures. Elle provoque un trouble visuel du vin, une apparition de dépôt, qui est le résidu de la fermentation des levures,  et un dégagement de dioxyde de carbone. 

### Conditions favorables
Un sulfitage faible et la présence de sucres résiduels importants amènent à leur refermentation par les levures.

### Traitements œnologiques
Il faudra veiller à la fermentation totale des sucres du moût, ainsi qu'à sulfiter suffisamment, aux environs de 50 mg/L de SO2 libre. Les Ludwigii Bailli sont des levures de contamination, c'est-à-dire qu'elles ne sont pas issues d'un levurage, l'hygiène est donc importante pour éviter les levures exogènes.
Une pasteurisation ou une filtration pauvre en germes permet d'inhiber les levures.